# Cesare Emiliani
Cesare Emiliani, italijansko-ameriški geolog in paleontolog, * 8. december 1922, Bologna, Italija, † 20. julij 1995, Palm Beach Gardens, Florida, ZDA.
Emiliani velja za enega najpomembnejših geologov in mikropaleontologov ter za ustanovitelja paleoceanografije.
Deloval je na Univerzi v Chicagu (1950-1956) in v Miamiju (1957-1993).